# Kirkovo
Kirkovo (in bulgaro Кирково?) è un comune bulgaro situato nel distretto di Kărdžali di 45 466 abitanti (dati 2009). La sede comunale è nella località omonima.

## Località
Il comune è formato dall'insieme delle seguenti località:
- Kirkovo (Sede comunale)
- Aprilci
- Benkovski
- Bregovo
- Čakalarovo
- Carino
- Čavka
- Čičevo
- Čorbadžijsko
- Dedec
- Delvino
- Djulica
- Dobromirci
- Dolno Kăpinovo
- Domište
- Drangovo
- Drjanova glava
- Družinci
- Džerovo
- Erovete
- Fotinovo
- Gorno Kirkovo
- Gorno Kăpinovo
- Gorski izvor
- Grivjak
- Hadžijsko
- Jakovica
- Janino
- Kajaloba
- Kărčovsko
- Kitna
- Kozlevo
- Kosturino
- Kran
- Kremen
- Krilatica
- Kukurjak
- Lozengradci
- Măglene
- Malkoš
- Medevci
- Metličina
- Metlička
- Mogiljane
- Nane
- Orlica
- Ostrovec
- Părvenci
- Părvica
- Plovka
- Podkova
- Preseka
- Rastnik
- Samodiva
- Samokitka
- Sekirka
- Šipok
- Šopci
- Sredsko
- Starejšino
- Starovo
- Stomanci
- Strižba
- Svetlen
- Šumnatica
- Tihomir
- Vălčanka
- Vărben
- Vărli dol

- Zagorski
- Zavoja
- Zdravčec